# Sistema Integrado de Aprendizagem de Produtos e Serviços
Sistema Integrado de Aprendizagem de Produtos e Serviços (Sinapse) é uma metodologia de treinamento em EAD sob gestão da Universidade Corporativa Banco do Brasil - Unibb, que foi concebida utilizando a tecnologia Wiki. É um ambiente colaborativo de construção de conhecimento sobre os produtos e serviços do Banco do Brasil. O objetivo da metodologia é oferecer capacitação em produtos e serviços ao público interno.

## Premissas
As premissas que nortearam a criação do Sinapse foram garantir agilidade de atendimento às demandas de capacitação nos diversos produtos e serviços do BB e proporcionar maior autonomia para as Diretorias e Unidades do Banco.

## Software
O Sinapse foi desenvolvido no MediaWiki, que é um software wiki escrito em PHP utilizando sistemas de gestão de base de dados PostgreSQL. Está licenciado sob GNU GPL, porém tem acesso protegido por firewall corporativo.

## Definições do ambiente

### Orientações gerais
O Sinapse adota, em linhas gerais, as políticas oficiais, as diretrizes, o Livro de estilo e as recomendações da Wikipedia lusófona.

### Estruturação em quatro camadas
O ambiente está estruturado numa lógica em quatro camadas de conteúdo.

#### Primeira camada
É referente à Página principal, editada exclusivamente pela Unibb com ligação para os portais de cada área da Organização.

#### Segunda camada
É referente aos Portais de cada Área, editados exclusivamente pelas respectivas áreas, com ligação para os artigos de capacitação ou enciclopédicos sobre os seus produtos ou serviços.

#### Terceira camada
É referente aos artigos de capacitação nos diversos produtos ou serviços da Empresa, com edição privativa das respectivas áreas gestoras e aos artigos enciclopédicos relacionados aos assuntos do Banco, editáveis por qualquer funcionário.

#### Quarta camada
É referente aos separadores Discussão de cada artigo de capacitação, os quais são destinados aos questionamentos e colaboração de todos os funcionários. Aqui se concretiza a construção coletiva do conhecimento.

### Tipos de artigos

#### Artigos de capacitação
- Cada produto, serviço ou processo tem um artigo próprio, chamados "Artigos de capacitação".

1. Na primeira linha do artigo de capacitação consta a competência profissional pressupostamente atendida pelo artigo.
2. Em seguida, consta a descrição do objetivo geral de aprendizagem, ou seja, o que se espera que o funcionário aprenda em relação ao produto ou serviço em questão, após a interação com o ambiente.
3. Em seguida, uma ligação para os normativos internos do Banco do Brasil.
4. Em seguida, uma ligação para o guia de elaboração da wikimedia.
5. Em seguida, vêm as seções, que são criadas pelas áreas gestoras, segundo cada produto ou serviço ou processo. Por default, intepõe-se aqui o índice das seções, ou dos itens como são chamadas no ambiente Sinapse.
6. Os quatro últimos itens do artigo de capacitação são pré-definidos pela Unibb. São eles: "Informações da concorrência", "Casos de Sucesso", "Opções de capacitação" e "Avaliação de aprendizagem".
7. Os artigos de capacitação são editados pelas áreas gestoras (Sysop ), enquanto os usuários (funcionários da rede de agências e órgãos estaduais) podem editar as abas de discussão e os artigos enciclopédicos.

#### Artigos enciclopédicos
- Também podem ser criados "Artigos enciclopédicos" com definições utilizadas no contexto do trabalho no Banco, que seguirão padrões estipulados pelo conjunto dos funcionários, a partir de modelo proposto pela Unibb.

#### Artigos informativos
- São artigos do Domínio principal que esclarecem algum aspecto específico do ambiente ou artigos do Domínio "Ajuda:".

#### Artigos validados
São os Artigos de capacitação que foram validados pela Unibb, isto é, aqueles que estão prontos para que funcionários funcionários realizem o treinamento e sejam automaticamente cadastrados em seu currículo funcional (os artigos são incluídos na categoria "Cadastrável").

## Programas pilotos
O Sinapse foi testado com dois produtos do BB: Depósito a prazo e Consórcio de Imóveis.
Veja o resultado das avaliação:

### Características do instrumento
O instrumento de avaliação busca avaliar nas categorias:
1. processo de aprendizagem;
2. ambiente eletrônico;
3. procedimento de ensino;
4. apoio; e
5. resultados e aplicabilidade.

O questionário é composto por 32 itens, associados a uma escala de 10 pontos, onde 1 representa "não concordo" e 10 representa "concordo totalmente".

### Dados sócio-demográficos

#### Gênero
Masculino - 67,1%
Feminino - 32,9%

#### Escolaridade
Pós-graduação - 27,3%
Graduação - 44,8 %
Ensino médio - 27,6%
Ensino fundamental - 0,3%

#### Local de trabalho
Rede de agências - 78,8%
Rede de apoio - 11,4%
Unidades estratégicas - 5,4%
Unidades táticas - 4,4%

#### Tempo na função atual
Menos de 1 ano - 22,3%
1 a 3 anos - 55,0%
4 a 6 anos - 15,2%
7 a 9 anos - 5,3%
10 anos ou mais - 2,2%

### Avaliação global do curso
A média global foi 8,06, apontando que os treinandos se mostraram satisfeitos com o treinamento. Veja a tabela:
| Categorias                  | Média geral |
| Processo de aprendizagem    | 8,48        |
| Ambiente eletrônico         | 8,21        |
| Resultados e aplicabilidade | 8,14        |
| Procedimentos de ensino     | 8,12        |
| Apoio                       | 7,44        |
| Avaliação geral             | 8,06        |

### Características do instrumento
O instrumento de avaliação buscou avaliar nas categorias:
- ambiente eletrônico;
- procedimento de ensino;
- processo de aprendizagem;
- apoio; e
- resultados e aplicabilidade.

O questionário foi composto por 32 itens, associados a uma escala de 10 pontos, onde 1 representava "não concordo" e 10 representava "concordo totalmente".

### Dados sócio-demográficos

#### Gênero
Masculino - 68,41%
Feminino - 31,6%

#### Escolaridade
Pós-graduação - 32,7%
Graduação - 45,9 %
Ensino médio - 21,4%

#### Local de trabalho
Rede de agências - 75,0%
Rede de apoio - 11,7%
Unidades estratégicas - 7,7%
Unidades táticas - 5,6%

#### Tempo na função atual
Menos de 1 ano - 25,0%
1 a 3 anos - 49,0%
4 a 6 anos - 14,8%
7 a 9 anos - 6,1%
10 anos ou mais - 5,1%

### Avaliação global do curso
A média global foi 8,15, apontando que os treinandos se mostraram satisfeitos com o treinamento. Veja a tabela:
| Categorias                  | Média geral |
| Processo de aprendizagem    | 8,44        |
| Ambiente eletrônico         | 8,13        |
| Resultados e aplicabilidade | 8,45        |
| Procedimetos de ensino      | 8,12        |
| Apoio                       | 7,50        |
| Avaliação geral             | 8,15        |